# Petits bonheurs posthumes (12 nouvelles de Brassens)
Albums de Maxime Le Forestier
Maxime Le Forestier chante Brassens
(1979) Le Cahier récré (17 chansons de Brassens à l'usage des garnements)
(1998)
12 Nouvelles de Brassens (Petits Bonheurs Posthumes) est un album hommage de Maxime Le Forestier à Georges Brassens, sorti en 1996, contenant 12 chansons que Brassens n'avait jamais enregistrées et dont les musiques de certaines étaient même inachevées. C'est Jean Bertola qui a composé les musiques de Jeanne Martin, Chansonnette à celle qui reste pucelle, La Légion d'honneur, L'Antéchrist, et L'Orphelin. Il s'est vendu à 158 300 exemplaires.
L'album est d'abord disponible sur les plateformes de streaming (Spotify, Deezer...), puis est supprimé par Maxime le Forestier début 2021, au profit de plusieurs albums d'enregistrements des mêmes titres, cette fois-ci en concerts.

## Titres de l'album
| 1.    | Entre la Rue Didot et la Rue de Vanves     |  | 3:50 |
| 2.    | Jeanne Martin                              |  | 3:34 |
| 3.    | La File indienne                           |  | 3:01 |
| 4.    | Chansonnette à celle qui reste pucelle     |  | 1:58 |
| 5.    | Honte à qui peut chanter                   |  | 2:40 |
| 6.    | Retouches à un roman d'amour à quatre sous |  | 3:08 |
| 7.    | Tant qu'il y a des Pyrénées                |  | 2:29 |
| 8.    | La Maîtresse d'école                       |  | 3:02 |
| 9.    | La Légion d'honneur                        |  | 2:50 |
| 10.   | Les Châteaux de sable                      |  | 4:33 |
| 11.   | L'Antéchrist                               |  | 2:57 |
| 12.   | L'Orphelin                                 |  | 3:17 |
| 37:19 |                                            |  |      |